# سنترال پلازا
سنترال پلازا، (به انگلیسی: Central Plaza) آسمان‌خراش ۷۸ طبقه به ارتفاع ۳۷۳٫۹ متر، با کاربری اداری-تجاری است، که در هنگ کنگ مستقر می‌باشد. پروژه ساخت این ساختمان در سال ۱۹۸۹ آغاز شد و در سال ۱۹۹۲ تکمیل و افتتاح گردید.
سنترال پلازا پس از مرکز دارایی بین‌المللی و اینترنشنال کامرس سنتر سومین ساختمان بلند هنگ کنگ می‌باشد.

## نگارخانه

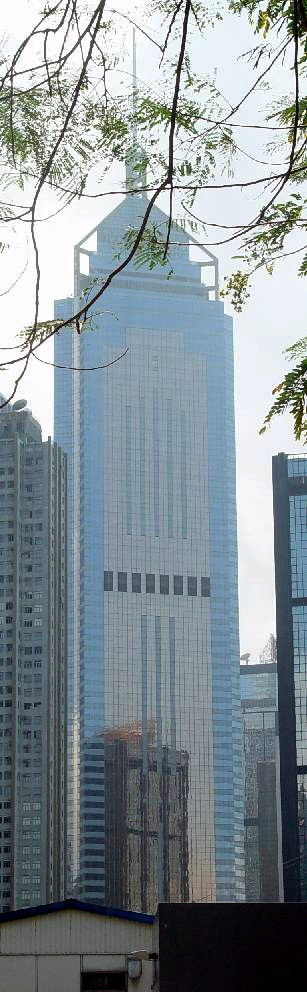
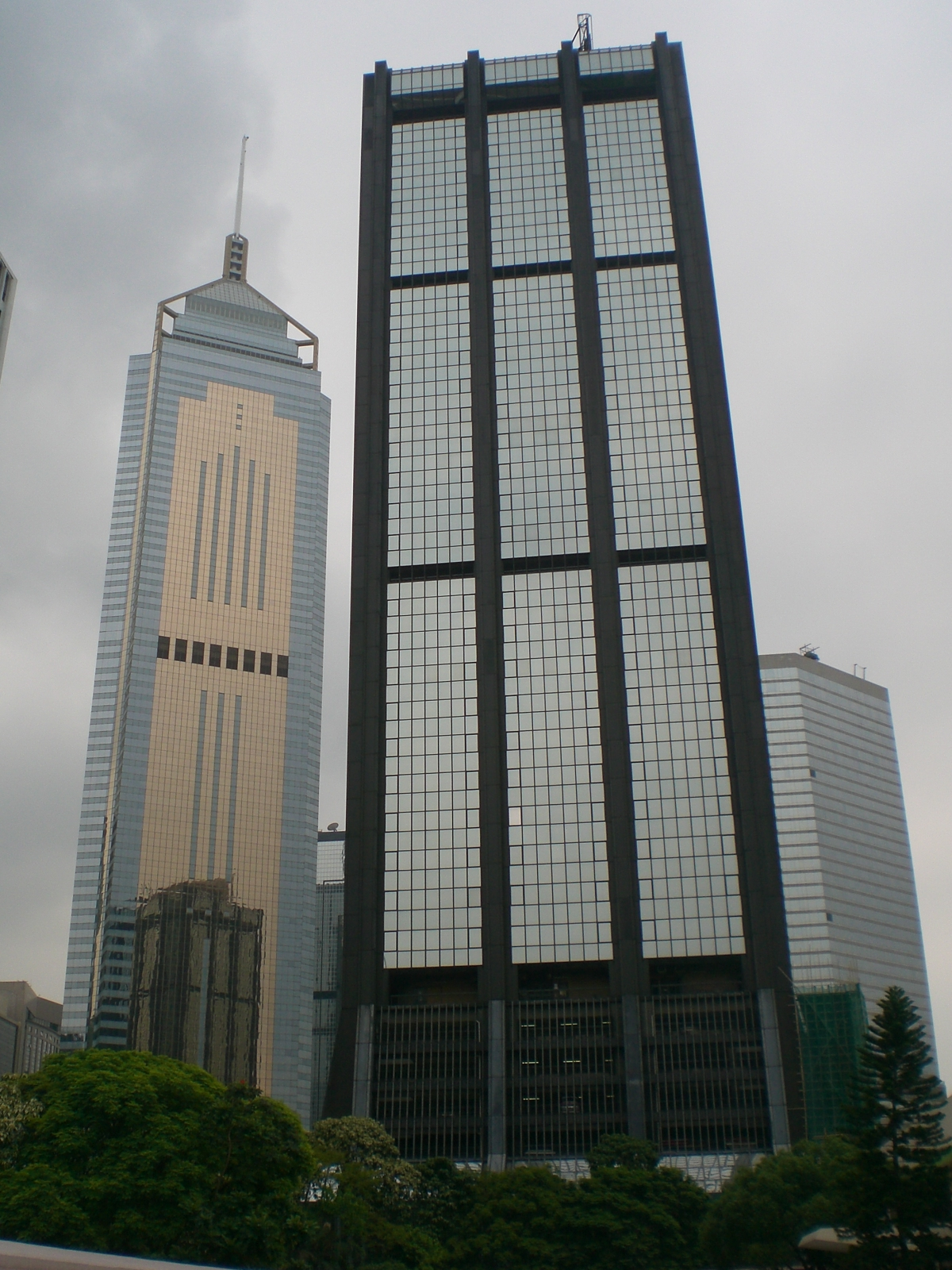
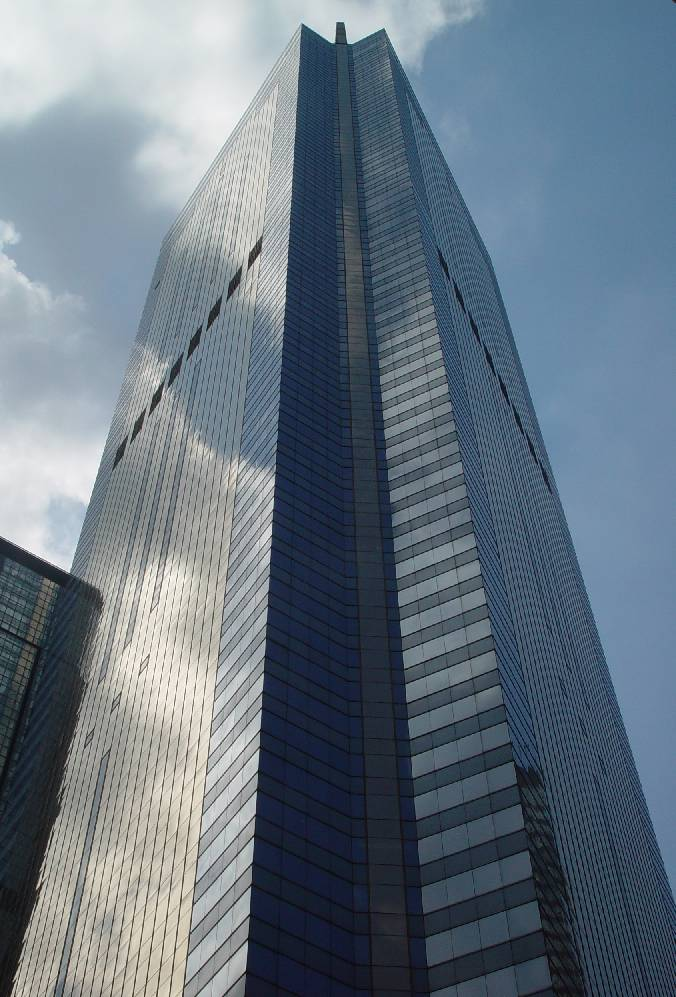
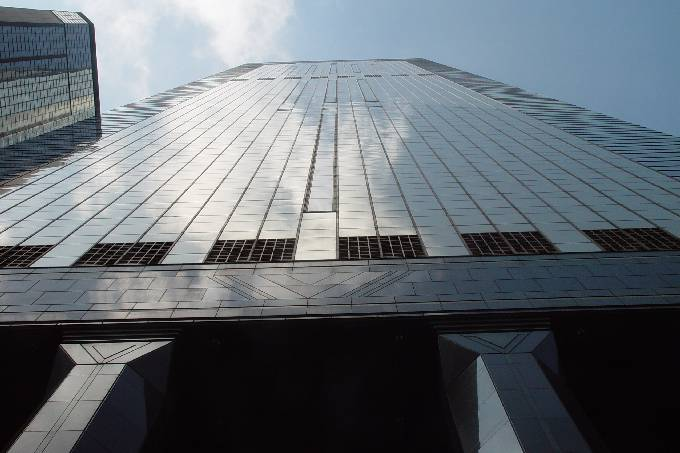
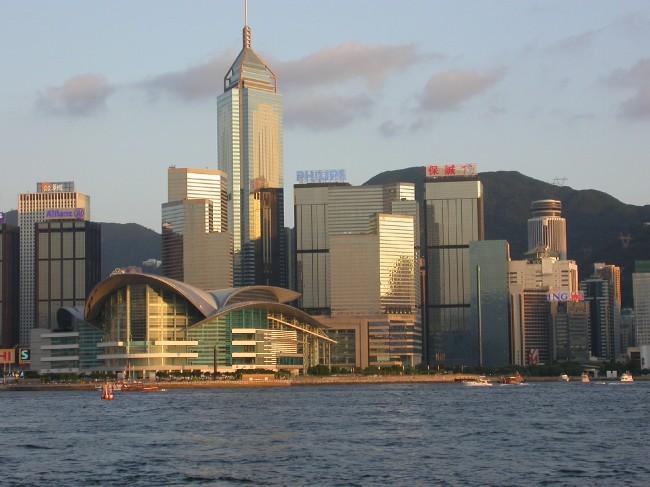
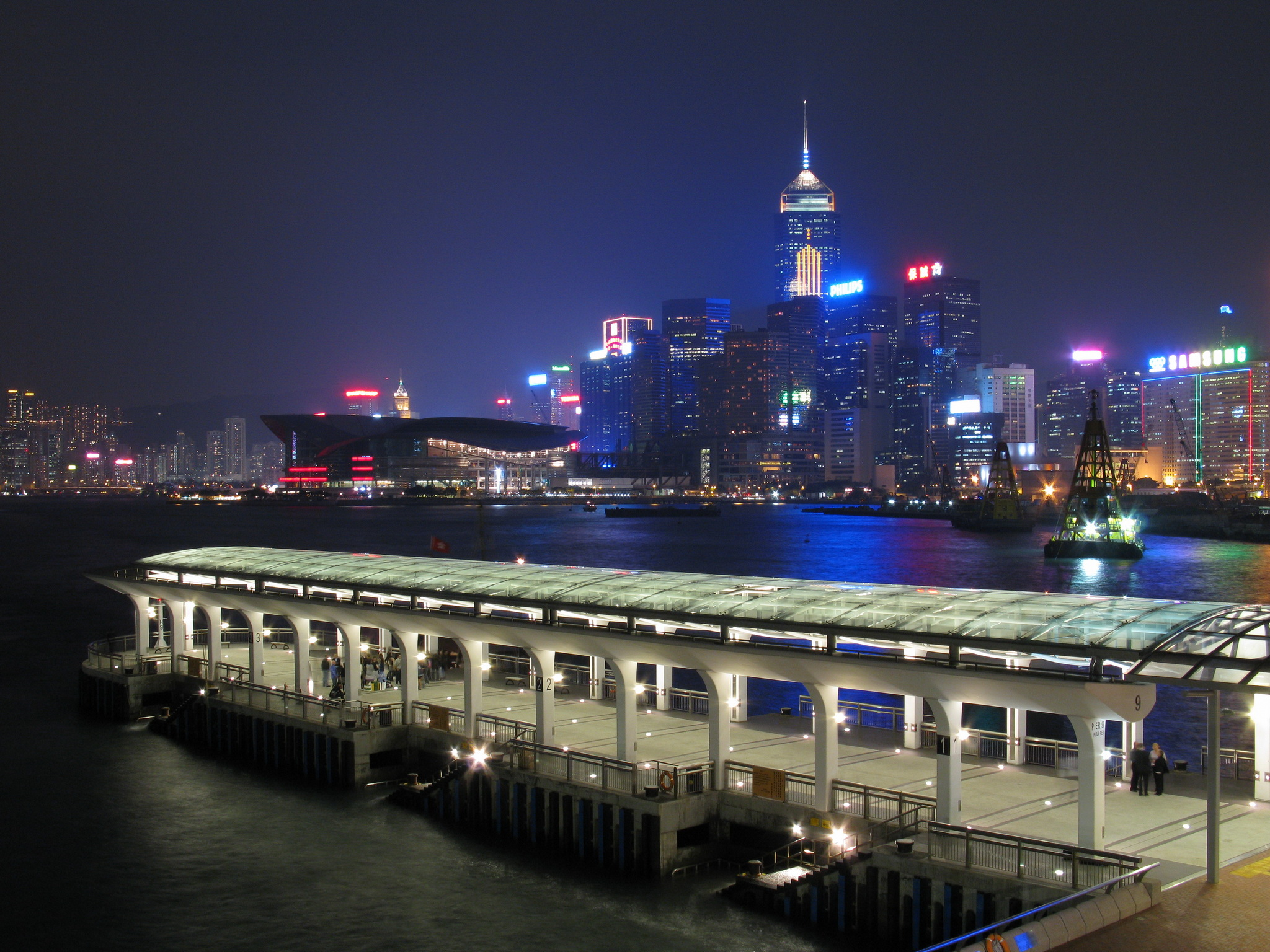
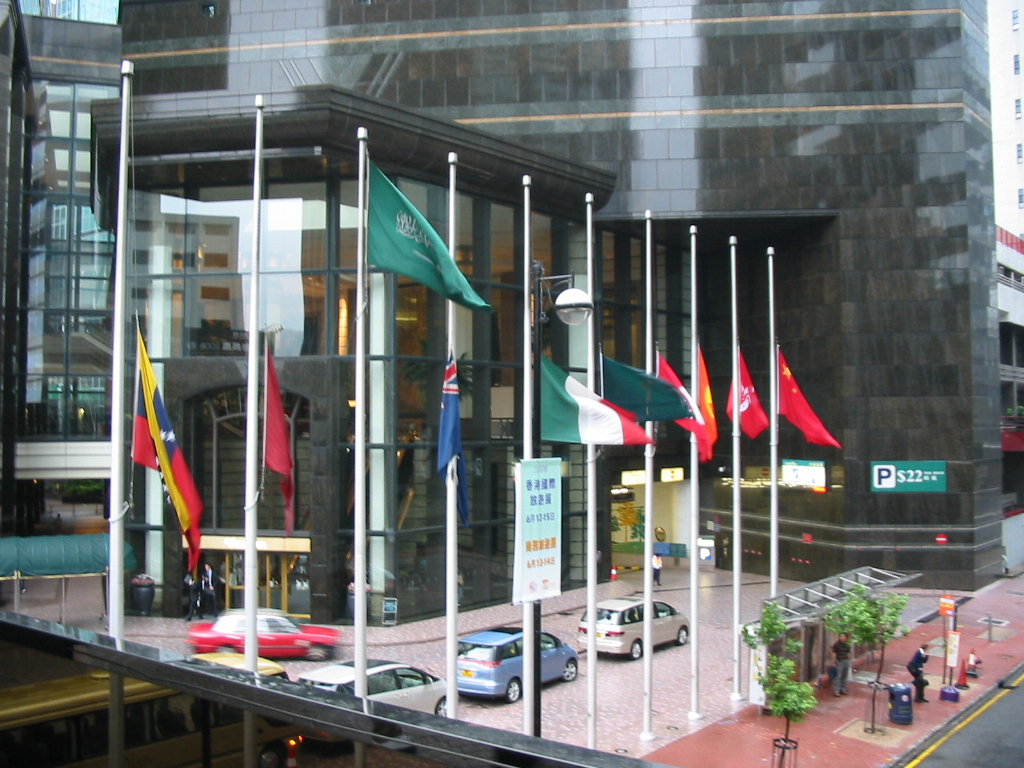